# Temelucha exserta
Temelucha exserta är en stekelart som beskrevs av Dasch 1979. Temelucha exserta ingår i släktet Temelucha och familjen brokparasitsteklar. Inga underarter finns listade i Catalogue of Life.